# Isla Bouvet
La isla Bouvet (en noruego: Bouvetøya) es una isla subantártica, volcánica, casi completamente cubierta por glaciares y deshabitada. Se encuentra localizada en el océano Atlántico Sur, unos 1750 km al norte de la Antártida, 1900 km al este de las islas Sandwich del Sur y 2520 km al suroeste del cabo de Buena Esperanza (en Sudáfrica), por lo que se la considera la isla deshabitada más remota del planeta. El centro de la isla es un cráter lleno de hielo de un volcán inactivo, conocido como la meseta de Guillermo II. La isla es un territorio dependiente de Noruega.

## Historia

### Descubrimiento y primeros avistamientos
Fue avistada por primera vez el 1 de enero de 1739 por una expedición a bordo del Aigle, cuyo capitán era el francés Jean Baptiste Charles Bouvet de Lozier (1705-1786). Sin embargo, la posición de la isla no fue calculada correctamente, colocada ocho grados hacia el este, además de que Bouvet no circunnavegó su hallazgo, por lo que no quedó claro si lo que vio era una isla o si pertenecía a un continente, por lo que la llamó Cap de la Circoncision. El marino estaba buscando la gran tierra austral, el continente que por entonces se pensaba tendría que equilibrar la masa de los continentes septentrionales conocidos.
En 1772 el capitán inglés James Cook partió de Sudáfrica en una misión para encontrar la isla. Sin embargo, al llegar hasta 54°S 11°E, donde Bouvet había escrito que encontró la isla, no hallaron nada. El capitán Cook entonces pensó que Bouvet habría confundido un iceberg con una isla, por lo que decidió abandonar la búsqueda.
La isla no fue redescubierta hasta 1808, cuando la detectó James Lindsay, capitán de la compañía ballenera Enderby. A pesar de no haber pisado la isla, fue el primero en definir correctamente su posición. En torno a esos años, la isla era llamada también Isla Lindsay, pues no se sabía con certeza si era la misma isla que Bouvet había hallado.
El primer desembarco data de diciembre de 1822, por Benjamin Morrell, capitán de la embarcación Wasp. Cazó algunas focas para tomar sus pieles y regresó al barco.
El 10 de diciembre de 1825 el capitán Norris, directivo de la compañía Enderby, llega a la isla y la llama Liverpool (como la ciudad inglesa), y además reclama su soberanía como parte del Reino Unido. Una vez más, no se sabía a ciencia cierta si se trataba de la isla hallada previamente, y además recalcó haber visto una segunda isla cercana, a la que llamó Isla Thompson. Ni un rastro de esta última ha quedado.

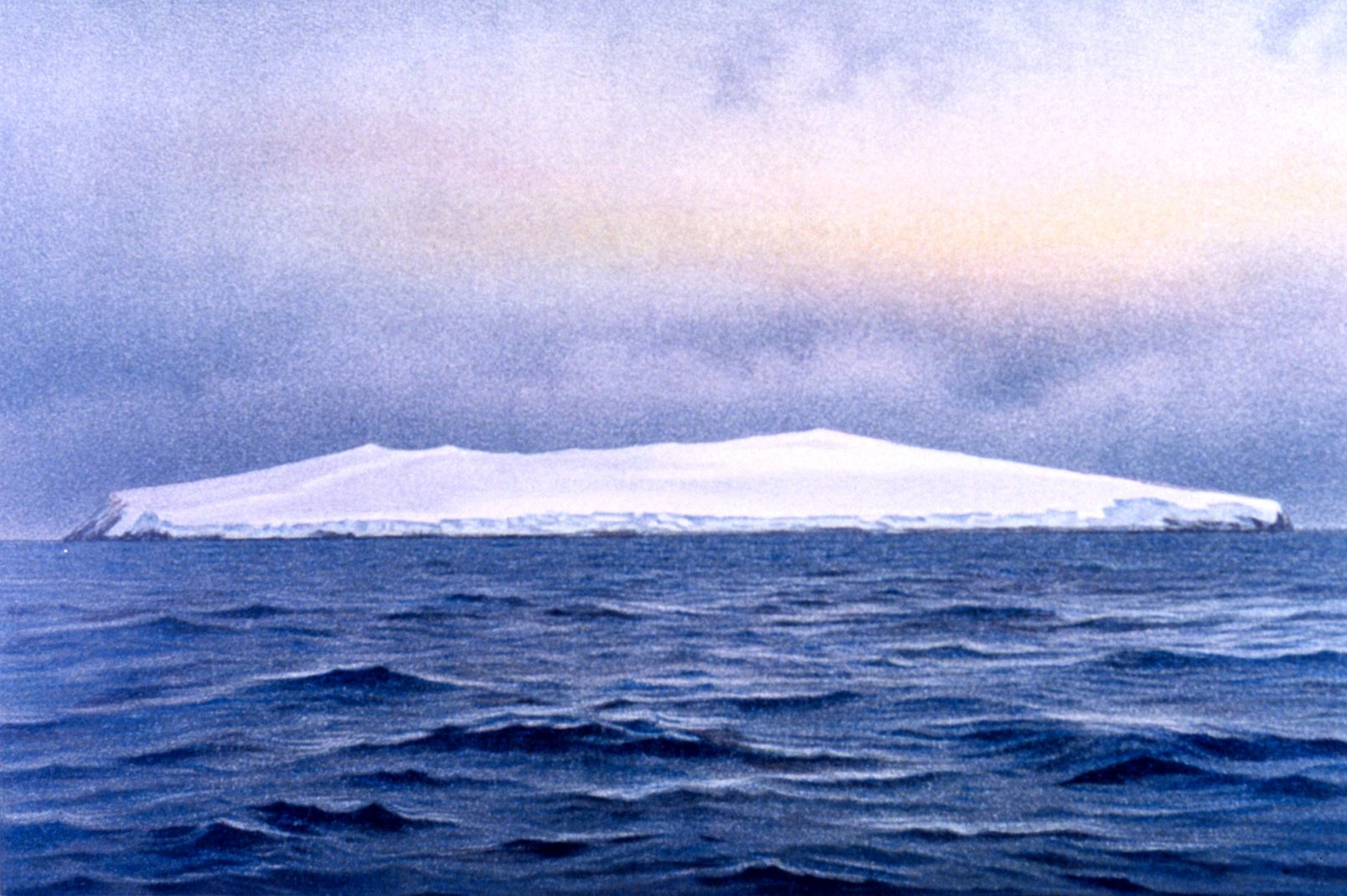
Costa sudeste en 1898.

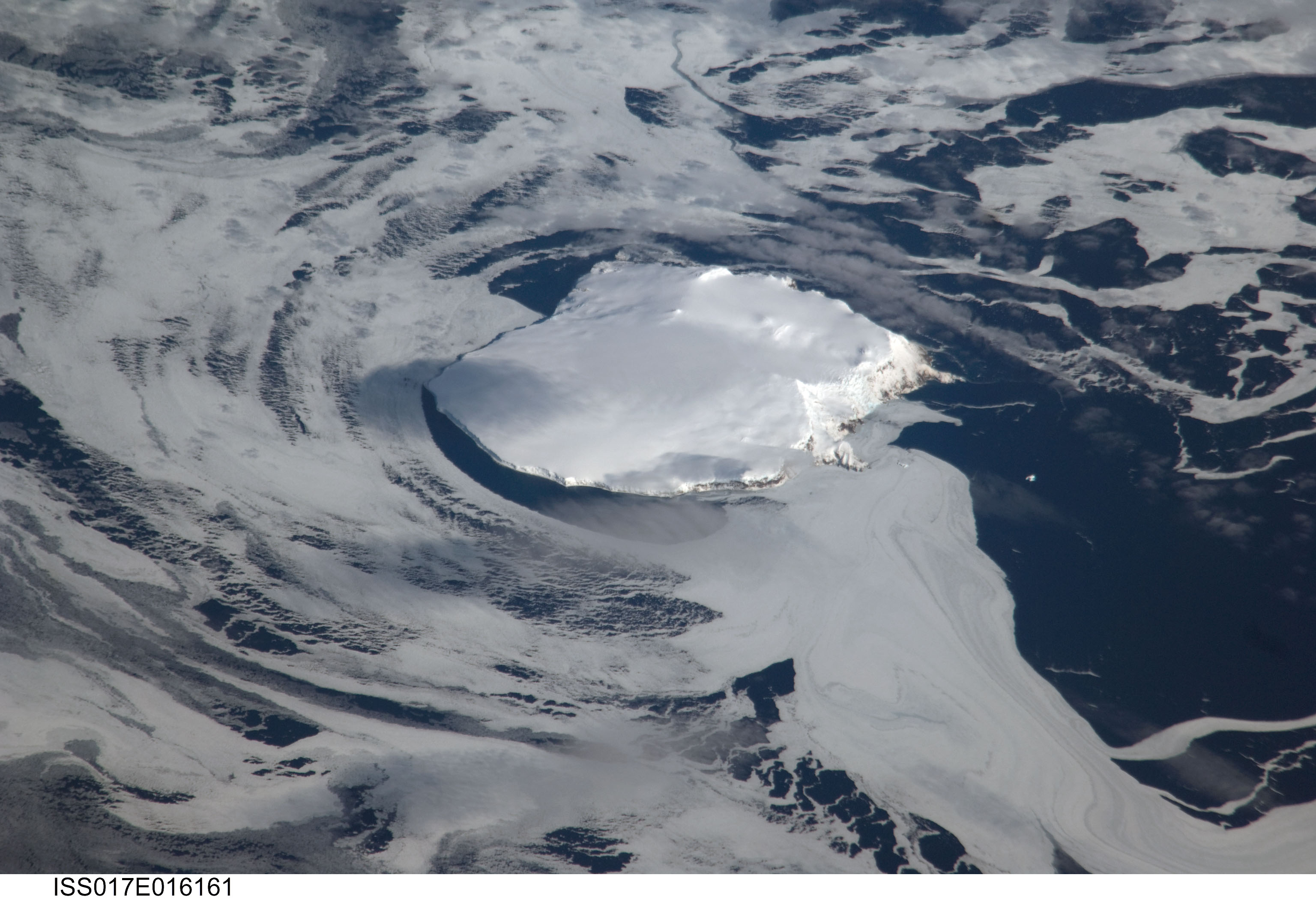
Vista desde la EEI (Estación Espacial Internacional) el 13 de septiembre de 2008.

En 1898, Carl Chun, en medio de una expedición a bordo del vapor Valdivia, visitó la isla pero no ancló.

### Anexión noruega
El Reino Unido había reclamado el territorio de la isla como suyo en 1825, avistada desde un ballenero de la compañía británica Enderby. Sin embargo, la primera estancia larga en la isla fue en 1927, cuando la tripulación del Norvegia, del Reino de Noruega, permaneció cerca de un mes en la isla; esta es la base de la reclamación de la isla por parte del capitán de la nave, Lars Christensen, como territorio noruego. La isla fue anexionada el 1 de diciembre de 1927, aprovechando una expedición al mando de Harald Horntvedt, y luego un decreto real noruego del 23 de enero de 1928 la proclamó territorio noruego oficialmente. La isla Bouvet se convirtió entonces en territorio noruego. El Reino Unido lo reconoció al año siguiente. El 27 de febrero de 1930, Noruega convirtió a la isla en dependencia del Reino de Noruega, mas no parte de él.

### Historia reciente
En 1964 un bote salvavidas abandonado fue descubierto en la isla, junto con rastros de provisiones, pero no se pudo establecer durante muchos años si existían pasajeros, ni el barco de procedencia. Tras las investigaciones del escritor Mike Dash y sus colaboradores, se han propuesto en 2016 dos explicaciones complementarias: la primera es una expedición de barcos balleneros de la Unión Soviética en 1958, que habrían abandonado el bote y evacuado a los exploradores en helicóptero, debido al mal tiempo. La segunda razón es la expedición de un grupo de radioaficionados en 1962 (posiblemente comandados por el estadounidense Gus Browning), que habrían utilizado un pequeño depósito metálico como conexión a tierra del equipo de radio.
En 1971 la isla, junto con su territorio marítimo, fueron declarados reserva natural. En los años 1950 y 1960, había un cierto interés de Sudáfrica en instalar una estación meteorológica, pero las condiciones climáticas tendían a ser muy hostiles. La isla permanece deshabitada, pero aun así, en 1977, Noruega implantó la primera estación meteorológica.
El 22 de septiembre de 1979, imágenes por satélite con destellos de luz, emitidos desde un estrecho en la zona sur del Océano Índico, entre la Isla Bouvet y las Islas del Príncipe Eduardo, fueron interpretadas como originadas por explosiones nucleares. Los destellos de luz hasta la fecha no han sido completamente resueltos.
El 19 de octubre de 2007, el Instituto Noruego de Investigación Polar anunció que ya no detectaba en imágenes por satélite la estación de investigación construida en 1994. Se cree que la desolada estación fue arrastrada hacia el mar por los fuertes vientos. Un terremoto en 2006 supuestamente debilitó las bases de la estación y se especula que esta fue una causa, junto con las poderosas tormentas que son comunes en la región. Una nueva estación científica y meteorológica, deshabitada, fue erigida en enero de 2014 por dicho instituto noruego, principal grupo de estudio de la isla.
El 20 de febrero de 2012, Jason Rodi y su equipo escalaron el pico Olav, convirtiéndose en los primeros seres humanos en lograrlo. Denominada «Expédition pour le Futur», dejaron además una cápsula del tiempo enterrada en la cima, con sus predicciones para el año 2062. Al día siguiente, repitieron la hazaña, gracias al inusual buen tiempo reinante.

## Geografía
La isla Bouvet es el punto de tierra firme más aislado del planeta, ya que no hay tierra firme ni islas en 1750 km a la redonda. Está situada a esa distancia al norte de la Tierra de la Reina Maud (en la Antártida Oriental), a 1850 km al este de las Islas Sandwich del Sur, y a 2520 km al oeste de las Islas del Príncipe Eduardo, todas ellas sin población.
Las tierras habitadas más cercanas son Tristán de Acuña (archipiélago británico), a 2270 km de distancia, y Ciudad del Cabo, a 2525 km.
Efectivamente, otras islas del mundo están más alejadas de los continentes (por ejemplo Pitcairn, Isla de Pascua o Tristán de Acuña), pero todas ellas poseen tierra firme, en forma de isla o islote, mucho más cerca que Bouvet.
Medio kilómetro al suroeste de la isla principal asoma el islote Larsøya.
Bouvet está localizada en el océano Atlántico Sur, aproximadamente a 275 km al este del Punto triple de Bouvet, y del monte submarino Spiess.
La isla tiene un área de 49 km², de los que el 93% está cubierto por glaciares que bloquean las costas sur y este. La longitud perimetral de las costas de la isla es de 29,6 km, por lo general rodeadas de hielo. En las costas libres de hielo asoman playas negras de arena volcánica.
La isla es ovalada, surcada por una pequeña cordillera que corre diagonalmente de noreste a suroeste. La cumbre de la isla es el pico Olav (también conocido como Olavtoppen), que alcanza los 780 metros de altitud sobre el nivel del mar, situado al norte del centro de la isla, bastante próximo a la costa, inmediatamente al sur del cabo Valdivia. La segunda cumbre es el Lykketoppen, con 725 m s. n. m., ubicado bastante cerca de la costa suroeste.
No tiene puertos, por lo que es muy difícil para una embarcación aproximarse. La forma más fácil de acceder a la isla es por helicóptero desde un barco, y prácticamente el único lugar posible es Nyrøysa (literalmente Nuevo terraplén en noruego), una plataforma originada por un movimiento de tierras entre 1955 y 1958.
Los glaciares forman una gruesa capa de hielo que cae constantemente desde altos acantilados o en las playas negras de arena volcánica.

### Clima
La isla está ubicada al sur de la convergencia antártica, lo que le confiere un clima marino antártico dominado por densas nubes y niebla. Experimenta una temperatura media de -1 °C (30 °F), con un promedio en enero de 1 °C (34 °F) y un promedio en septiembre de −3 °C (27 °F). Las temperaturas medias altas mensuales fluctúan poco a lo largo del año. La temperatura máxima de 14 °C (57 °F) se registró en marzo de 1980, causada por la intensa radiación solar. Se han registrado temperaturas puntuales de hasta 20 °C (68 °F) en un clima soleado en las paredes rocosas. La isla experimenta predominantemente un viento del oeste débil. A pesar de estas severas condiciones climáticas, la isla Bouvet se encuentra en realidad cuatro grados de latitud más cerca del ecuador que el extremo más meridional de Noruega, que se encuentra a 58 °N. Su latitud desde un punto de vista escandinavo se encuentra en cambio de manera similar a la que está al sur de Dinamarca.

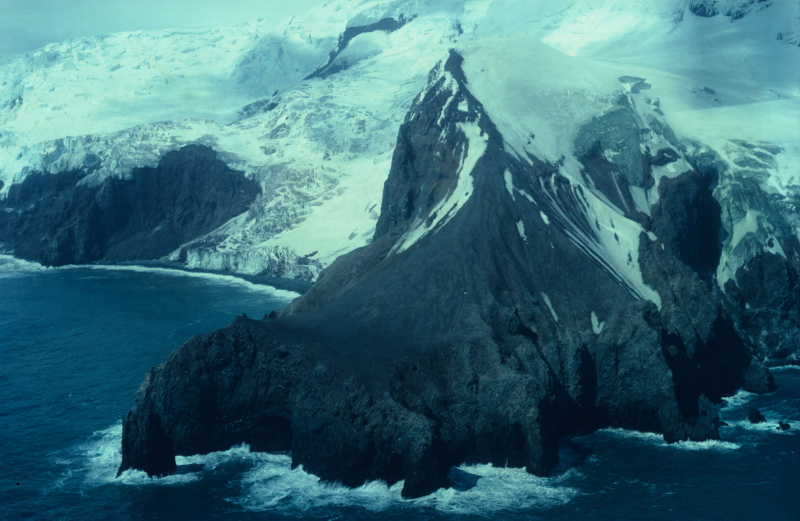
Cabo Valdivia, Isla Bouvet

## Flora y fauna
Por el clima extremo y su terreno congelado, la vegetación se limita a líquenes (uno de ellos, endémico de Bouvet) y musgos.
En cambio, la fauna es más diversa. Se han identificado 12 especies diferentes de aves, y varias de pingüinos. Además habitan focas y elefantes marinos, que crían fundamentalmente en la plataforma de Nyrøysa, único lugar accesible. También se han observado ballenas yubarta y orcas.

## Datos de localización
- A pesar de ser una isla deshabitada, la isla Bouvet posee un dominio de nivel superior geográfico propio en Internet: .bv, aunque no es usado.[21]
- Ha habido algunas expediciones de radioaficionados que han acudido a esta remota isla (las señales de comunicación en la isla comienzan con 3Y).
- La isla Bouvet pertenece a la zona horaria UTC Z: Santa Elena/Atlántico.
- A unos 150 km al noreste de la isla Bouvet (también en mitad del océano Atlántico Sur) se ha supuesto la existencia de la isla fantasma bautizada como isla Thompson. Es posible que esta isla, de haber existido, desapareciera tras una erupción volcánica ocurrida entre 1893 y 1898. Se la posicionó en las coordenadas 54°33′00″S 5°50′00″E / -54.55000, 5.83333.

## Política y gobierno
Bouvet es una de las tres dependencias de Noruega. A diferencia de la isla Pedro I y la tierra de la reina Maud, que están sujetas al Sistema del Tratado Antártico, Bouvet no está en disputa. El estado de dependencia implica que la isla no es parte del Reino de Noruega, pero aún está bajo soberanía noruega. Esto implica que la isla puede ser cedida sin violar el primer artículo de la Constitución de Noruega. La administración noruega de la isla está a cargo del Departamento de Asuntos Polares del Ministerio de Justicia y Policía, ubicado en Oslo.
La anexión de la isla está regulada por la Ley de Dependencia del 24 de marzo de 1933. Establece que el derecho penal, el derecho privado y el derecho procesal noruego se aplican a la isla, además de otras leyes que se declaran explícitamente que son válidas en la isla. Además, establece que toda la tierra pertenece al estado y prohíbe el almacenamiento y la detonación de productos nucleares. La isla Bouvet ha sido designada con el código BV ISO 3166-2 y posteriormente se le otorgó el dominio de nivel superior de código de país .bv el 21 de agosto de 1997. El dominio es administrado por Norid pero no está en uso. La zona económica exclusiva que rodea la isla cubre un área de 441,163 kilómetros cuadrados (170,334 millas cuadradas).

## Cultura popular
- La película estadounidense de ciencia ficción Alien vs. Predator (2004, del director Paul W. S. Anderson) se desarrolla en la isla Bouvet, aunque en una breve escena se observa un mapa que la sitúa incorrectamente en la posición aproximada de la isla Pedro I.
- La cantante española La Prohibida tiene un sencillo de su álbum Ruido con una temática basada en la isla Bouvet; el mensaje es de concienciación sobre el destrozo del medio ambiente.